# Jaime Cristóbal Abril González
Jaime Cristóbal Abril González (El Espino, 17 de julio de 1972) es un obispo y liturgo colombiano. Obispo de la Diócesis de Arauca.

## Biografía

### Primeros años y formación
Jaime Cristóbal nació en El Espino (Boyacá) el 17 de julio de 1972. Hijo de Cristóbal de Jesús Abril y Julia Isabel González; son sus hermanos William Edgar (†), Fabio Augusto, Martha Isabel (†), Nebardo Arturo, Sonia Isabel, Zoraida, Edna Cristina y Víctor Hugo. Fue bautizado el 25 de diciembre de 1972 en La Uvita (Boyacá).
Adelantó sus estudios de primaria en el Colegio Los Ángeles y en la Escuela Normal Nacional de Varones de Tunja; en esta última, en la sección académica "Miguel Jiménez López", hizo el bachillerato, graduándose en 1988.
Ingresó al Seminario Conciliar de Tunja en el año 1989, en donde cursó los estudios eclesiásticos de Filosofía y de Teología.
Es licenciado en Sagrada Liturgia del Pontificio Ateneo San Anselmo de Roma.

### Sacerdocio
Fue ordenado presbítero por Augusto Trujillo Arango, arzobispo de Tunja, el 10 de febrero de 1996, en la Catedral de Tunja.
Entre los servicios pastorales que ha desempeñado se encuentran:
- Vicario cooperador en la parroquia "San Miguel Arcángel" de Paipa (Boyacá).
- Administrador parroquial de las parroquias "El Divino Niño" en El Manzano (Boyacá), "María Auxiliadora" en Tunja, "Santa Rita de Casia" en Tuta (Boyacá) y "Nuestra Señora del Rosario" de Siachoque (Boyacá).
- Profesor y capellán del colegio "Armando Solano" en Paipa.
- Formador interno en el Seminario Conciliar de Tunja.
- Profesor externo del Seminario Conciliar de Tunja.
- Profesor de Liturgia en la Escuela de Música Sacra de la Arquidiócesis de Tunja.
- Director general de las Comisiones de Liturgia y de Pastoral Vocacional de la Arquidiócesis de Tunja.
- Secretario general del primer Congreso Eucarístico de la Arquidiócesis de Tunja, celebrado en el año 2000.
- Director del Departamento de Liturgia de la Conferencia Episcopal de Colombia.
- Párroco de la Parroquia de La Catedral de Tunja.
- Arcipreste del Arciprestazgo de Santiago Apóstol en Tunja.

También ha sido miembro de la Academia de Historia Eclesiástica de Boyacá y miembro de la Academia de Historia Eclesiástica de Bogotá.

## Episcopado

### Obispo Auxiliar de Nueva Pamplona
Nombrado por su santidad Francisco, el 16 de abril de 2016, como auxiliar de la Arquidiócesis de Nueva Pamplona y obispo titular de Puzia di Bizacena.
Consagrado a manos de Luis Madrid Merlano, arzobispo de Nueva Pamplona, el 4 de junio de 2016, con Luis Augusto Castro Quiroga, arzobispo de Tunja, y Ettore Balestrero, nuncio apostólico en Colombia, como obispos co-ordenantes y el reverendo presbítero Jesús Antonio Bautista Suárez, de la Arquidiócesis de Nueva Pamplona, y monseñor Rafael Medina Ramos, rector del Seminario Conciliar de Tunja, en nombre de la Arquidiócesis de Tunja, como presbíteros asistentes, en la Catedral Basílica Metropolitana Santiago de Tunja. Toma posesión de su oficio en la Arquidiócesis de Nueva Pamplona el 21 de julio de 2016.

### Obispo de Arauca
El 12 de diciembre del año 2019, el Señor Nuncio Apostólico y Arzobispo Titular de Illici, Monseñor Luis Mariano Montemayor, en una celebración multitudinaria posicionó a Monseñor Jaime Cristóbal Abril González como obispo de la Diócesis de Arauca
| Predecesor: Jaime Muñoz Pedroza | Obispo de Arauca 2019-presente | Sucesor: En el cargo |